# Лисичанська ТЕЦ
Лисичанська теплоелектроцентраль (скорочено Лисичанська ТЕЦ; раніше Сєвєродонецька ДРЕС або Північнодонецька ДРЕС) — теплоелектроцентраль у місті Лисичанськ Луганської області. Будівництво станції розпочате 1928 року, запуск відбувся в грудні 1930. Призначалась для виробництва електроенергії, забезпечення парою Лисичанського содового заводу та опалення міста.
Діяльність підприємства припинена 2012 року за наказом міністра енергетики та вугільної промисловості України Юрія Бойка. Того ж року, за постановою суду, розпочата процедура ліквідації.